# Maurice Piron
Pour les articles homonymes, voir Piron.
Maurice Piron (1914-1986) est un philologue liégeois et un militant wallon. Il a été professeur aux universités de Gand, du Congo et de Liège, et académicien à l'Académie royale de langue et de littérature françaises de Belgique.

## Biographie
Avant même de se lancer dans des études de philologie romane, Maurice Piron était un fin connaisseur de la littérature dialectale et un critique pointu. Sous le pseudonyme de Gallus, il rédige des chroniques dont les commentaires, toujours justes, n'hésitent pas à s'avérer parfois très critiques. À l'écoute des plus jeunes plumes, il se lie notamment avec Willy Bal, alors adolescent. Sa passion pour la littérature wallonne le pousse d'ailleurs à fréquenter le cours de dialectologie wallonne Jean Haust en élève libre, alors qu'il est toujours étudiant du collège Saint-Servais, à Liège. Il y côtoie déjà Louis Remacle et Élisée Legros, qui deviendront, avec lui, les principaux disciples de leur maître et les continuateurs de son œuvre philologique.
Après une année passée au séminaire de Saint-Trond, il s'engage dans des études de philologie romane de l'Université de Liège. Devenu docteur (1937), après une excellente thèse sur l’œuvre d'Henri Simon réalisée en une seule année académique, Maurice Piron, fort de son expérience et devient d'emblée un spécialiste de la littérature dialectale wallonne. 
Malgré l'appui de Jean Haust, dont il est l'assistant de 1936 à 1938, il n'obtient pas le poste de chargé du cours d'histoire de la littérature wallonne. L'administration universitaire lui préfère Rita Lejeune. Jean Haust ne cache pas sa déception et l'emmène alors à ses côtés au sein de l'équipe de chercheurs du Musée de la Vie wallonne, où il effectue plusieurs enquêtes ethnographiques et dialectales. Il poursuit malgré tout une carrière de chercheur FNRS au sein de l'Université jusqu'en 1944. Il réalise des éditions littéraires d’œuvres d'auteurs dialectaux : Gabrielle Bernard, Henri Bragard, Jules Claskin.
Son petit ouvrage Clartés sur les lettres wallonnes contemporaines, paru en 1944 chez Casterman, crée un véritable séisme au sein des acteurs du milieu wallon. Cet ouvrage, critique extrêmement honnête avec les auteurs, n'est pas en phase avec l’auto-congratulation habituelle et vexe la plupart des auteurs wallons. Piron y envisage la littérature wallonne comme une littérature à part entière et cherche à l'élever au-delà du rang de patois qu'on lui réserve bien trop souvent.
Bientôt, en 1946, à la succession de Louis Michel, il se voit confier une chaire de philologie française à l'Université de Gand, qui ne l'éloigne pourtant pas des milieux wallons. Il continue à écrire et à étudier la littérature dialectale : il y enseigne la dialectologie wallonne, la littérature française des temps modernes, l'histoire de la littérature française de Belgique et la phonétique du français.
En 1950, son étude du personnage de Tchantchès dans la tradition liégeoise est récompensée et publiée par l'Académie royale de langue et de littérature françaises de Belgique.
Ses centres d'étude ne se limitent pas au wallon. Au fil du temps, Maurice Piron se fait spécialiste des langues d'oïl et des littératures francophones, de littérature francophone de Belgique, étymologiste, fin connaisseur de Paul Verlaine et de Guillaume Apollinaire.
Professeur invité à la Sorbonne en suppléant de Charles Bruneau (en 1950), nommé à l'Université du Congo belge et du Ruanda-Urundi entre 1957 et 1959, il revient finalement à Liège en 1963, où il obtient la chaire de philologie et de littérature françaises. Avec ses collaborateurs, Claudine Gothot, Danièle Latin, Jacques Dubois et Jean-Marie Klinkenberg, il y crée notamment le Centre d'études québécoises, le plus ancien du genre en Europe, ainsi que le cours de "Cultures québécoises". Cette idée lui fut inspirée par son année en tant que professeur invité à l'Université de Laval. Il est d'ailleurs l'un des premiers à s'être penché sur l'ensemble des littératures francophones septentrionales et à concrétiser le concept de Francophonie. Avec son équipe et ses proches – Jacques Dubois Jean-Marie Klinkenberg –, il aborde également l'étude scientifique de l'œuvre de Georges Simenon, avec qui il entretient une correspondance régulière. Cette relation amicale aboutit à la création, en 1976, du Centre d'études Georges Simenon. Par amitié, l'écrivain légua toutes ses archives au Fonds Simenon, intimement lié au Centre.
Indéniablement, s'il demeure une constante dans toute sa carrière académique et scientifique, c'est celle de la littérature wallonne. Mais Piron sut partir du fait régional pour le mener vers l'universel : en cherchant à étudier la littérature wallonne comme toute autre littérature, en la dotant d'outils performants : une présentation critique de la littérature wallonne en 1944, une anthologie des auteurs contemporains en 1961, un inventaire des textes les plus anciens en 1962, une anthologie des textes majeurs en 1978.
Élu à l'Académie royale de langue et de littérature françaises en 1960, il obtient de nombreux prix pour ses travaux scientifiques, dont le Grand Prix de la Communauté Wallonie-Bruxelles en 1978 pour son ouvrage Aspects et profils de la culture romane en Belgique (Mardaga, Liège, 1978) et le prix Albert Counson pour son Anthologie de la littérature dialectale de Wallonie, Liège, Mardaga, 1979. 
Membre titulaire de la Société de langue et de littérature wallonnes dès 1949, il y est un des membres les plus actifs, surtout lors de sa présidence en 1980-1981, à l'occasion des 125 ans de la Société.
L'Encyclopédie du Mouvement wallon lui consacre une très importante notice de plusieurs pages en son Tome III où elle évoque également son militantisme pour le Rassemblement wallon, dans le mouvement chrétien Rénovation wallonne et à l'UDB (Union démocratique belge) ou encore dans le périodique Forces nouvelles.

## Publications

### Monographies scientifiques
- Le problème culturel wallon, Bruxelles, La Cité chrétienne, 1939, 40 p.
- Les Lettres wallonnes contemporaines, Paris et Tournai, Casterman, 1944, 164 p.
- Tchantchès et son évolution dans la tradition liégeoise, histoire d'un type populaire, Bruxelles, Palais des Académies, 1950, 114 p.
- Poètes wallons d'aujourd'hui, Paris, Gallimard, 1961, 173 p.
- Turgot, Étymologie. Édition avec notes, Bruges 1961
- Inventaire de la littérature wallonne des origines (vers 1600) à la fin du XVIIIe siècle, Liège, P. Gothier, 1962, 125 p.
- Émile Verhaeren, Toute la Flandre, extraits. Avec une notice biographique, une notice historique et littéraire, des documents, des jugements, Paris, 1965 (Nouveaux classiques Larousse)
- Guillaume Apollinaire et l'Ardenne, Bruxelles, J. Antoine, 1975, 123 p.
- Aspects et profils de la culture romane en Belgique, Liège, sciences et lettres, 1978, 163 p.
- Anthologie de la littérature dialectale de Wallonie, Liège, Mardaga, 1979, 661 p.  (ISBN 2-8021-0024-6)[lire en ligne]) - Prix Albert Counson
- L'Univers de Simenon. Guide des romans et nouvelles (1931-1972) de Georges Simenon (écrit avec Michel Lemoine), Paris 1983
- Guillaume Apollinaire, La Chanson du mal-aimé. Édition commentée, Paris 1987

### Éditions critiques
- Gabrielle Bernard, Poèmes choisis, Liège, La Vie wallonne, 1938, 15 p.
- Henri Bragard, Poèmes choisis, Liège, La Vie wallonne, 1947, 17 p.
- Jules Claskin, Airs de flûte et autres poèmes wallons. Édition critique d'après les manuscrits de l'auteur, avec introduction et notes, Liège, Société de langue et de littérature wallonnes, 1956, 155 p.
- Henri Simon, Djan'nèsse, Liège, Société de langue et de littérature wallonnes, 1981, 184 p.